# Euxoa cryptica
Euxoa cryptica là một loài bướm đêm trong họ Noctuidae.